# StadtRegionalBahn Kiel
Die StadtRegionalBahn Kiel (SRB) war die Bezeichnung für ein geplantes Zweisystem-Stadtbahnnetz, welches das Angebot des öffentlichen Personennahverkehrs und die Verkehrssituation in der Stadt Kiel sowie der gesamten Region Kiel nachhaltig verbessern sollte. Nach dem Beispiel des Karlsruher Modells entworfen, sollte die Kieler Innenstadt durch die geplanten Straßenbahnstrecken besser mit der Region verbunden werden. Nach einer ablehnenden Entscheidung des Kreistages Rendsburg-Eckernförde wurde im Mai 2015  das Aus für das Projekt „StadtRegionalBahn Kiel“ vom Kieler Oberbürgermeister Ulf Kämpfer (SPD) bekannt gegeben. Seitdem verfolgt die Stadt Kiel das Projekt einer zunächst auf das Kieler Stadtgebiet begrenzten Stadtbahn.

## Geschichte

### Bis 1985
Von 1881 bis 1985 gab es bereits eine Kieler Straßenbahn, die auf Gleisen der Spurweite 1100 Millimetern verkehrte. Bald nach der Stilllegung der letzten Linie setzten Initiativen ein, die sich für eine neue Stadtbahn auf Normalspur einsetzten, die nach dem Karlsruher Modell auf den Eisenbahnstrecken bis weit ins Umland fortgeführt werden sollte. Dazu gab es eine Machbarkeitsstudie im Jahr 1998 und eine Voruntersuchung im Jahr 2006. In einer ersten Phase sollte eine Trasse rund um die Förde mit Abzweig zur Universität gebaut werden und eine Verbindungsstrecke zur Gablenzbrücke, auf der Regionalbahnen aus Neumünster, Preetz und Schönberg auf die Stadtbahngleise wechseln. Beim Bau der neuen Gablenzbrücke wurde der spätere Einbau von Gleiskörpern bereits eingeplant. Bei den Strecken nach Schönberg und Preetz war der Bau neuer Haltepunkte vorgesehen, innerhalb der Stadt wollte man sich an der Streckenführung der alten Linie 4 orientieren. In einer zweiten Phase war eine Anbindung des Stadtteiles Mettenhof über den Skandinaviendamm vorgeschlagen worden sowie die Verlängerung der Universitäts-Strecke nach Suchsdorf und auf der Bahnstrecke Kiel–Flensburg nach Eckernförde.

### 2008
Im Verkehrsentwicklungsplan 2008 wurde ein Konzept entwickelt. Im September 2008 fasste der Rat der Stadt Kiel einen Beschluss, der die Verwaltung beauftragt, das Konzept der StadtRegionalBahn für die Kieler Region zu realisieren und weitere Schritte einzuleiten.
Welche Teile des Netzes davon realisiert werden und in welchem Zeitraum das geschehen solle, war noch unbestimmt. Der vorherige Zeitplan sah den Entwurf der Planfeststellung für das Jahr 2010 und eine Bauzeit von 2012 bis 2017 vor.

### 2013
Im Januar 2013 berichtete das Onlineportal nahverkehrhamburg.de, dass die Landesweite Verkehrsservicegesellschaft Schleswig-Holstein die Ausschreibung einer Entwurfsplanung vorbereiten soll. Dies vereinbarten die von der Stadtbahn betroffenen Städte, Kreise und das Land bei einem gemeinsamen Spitzentreffen zur Regionalstadtbahn in Kiel. Bei dem Treffen einigten sich die Teilnehmer dazu auf ein Eckpunktepapier. Die Vorbereitungen für die Ausschreibung sollten bis Juni 2013 abgeschlossen sein, dann sollte eine weitere Sitzung dazu stattfinden. Außerdem wurde in dem Eckpunktepapier eine Imagekampagne für die Stadt-Regional-Bahn vereinbart. Damit sollen den Menschen die Vorzüge der Stadtregionalbahn (SRB) noch näher gebracht werden als es bisher der Fall war. Insgesamt sollte der Bau der Bahn rund 380 Millionen Euro kosten, wovon mindestens 60 Prozent aus Fördertöpfen des Bundes bezahlt werden könnten. Dazu müssten die Projektbeteiligten pro Jahr insgesamt 14,6 Millionen Euro Betriebskosten zahlen. Das Land hatte bereits die Übernahme von 6,1 Millionen Euro zugesagt, was einem Anteil von rund 40 Prozent entsprechen würde. Nach Informationen der Kieler Nachrichten müsste die Stadt Kiel jährlich rund 4,7 Millionen Euro zahlen, Neumünster 300.000 Euro, auf den Kreis Plön kämen 1,2 Millionen Euro Betriebskosten zu und auf den Kreis Rendsburg-Eckernförde 1,6 Millionen Euro.
Am Sonntag, dem 21. April 2013, fand im Rahmen der Messe „Klima & Energie Kiel 2013“ eine öffentliche Informationsveranstaltung zum Thema „Kiel auf dem Weg zur StadtRegionalBahn“ im Ratssaal der Stadt Kiel statt. Die Veranstaltung wurde von der Landesweiten Verkehrsservicegesellschaft in Kooperation mit Pro StadtRegionalBahn e. V. durchgeführt. In der Veranstaltung ging es unter anderem darum, dass ab 2015 vom Kieler Hauptbahnhof Regionalbahnen im Stundentakt nach Schönkirchen in nur 13 Minuten mit Haltestellen in Ellerbek und Oppendorf und dann weiter zum Schönberger Strand in 26 Minuten fahren sollen. Für die Schülerinnen und Schüler des Bildungszentrums in Gaarden soll es eine weitere Haltestelle an der Preetzer Straße geben. Ziel der Landesweiten Verkehrsservicegesellschaft sei demnach die Reaktivierung der alten „Hein-Schönberg“-Strecke bereits zum Jahr 2015. Erfolgreich wieder eröffnete Haltestellen wie in Elmschenhagen, Suchsdorf und Felde werden laut der Landesweiten Verkehrsservicegesellschaft vor allem von Auszubildenden und Berufspendlern bereits gut genutzt.

### 2014
Anfang November 2014 wurden Pläne bekannt, nach denen das Projekt „StadtRegionalBahn Kiel“ trotz großer Kritik von mehreren Seiten nun doch teilweise umgesetzt werden sollte. Zunächst wollte man mit dem Bau einer Stadtbahnlinie von Kiel ins Umland beginnen. Vor dem Bau sollten die Bürger von Kiel verbindlich über den Bau der neuen Stadtbahnlinie abstimmen. Erst nach dem Bau der ersten Linie sollten auch die Bürger der umliegenden Kreise über den Bau weiterer Stadtbahnlinien befragt werden. Dies werde nach 2020 sein. Den größten Anteil der Planungskosten von insgesamt 7,5 Millionen Euro übernimmt die Stadt Kiel mit weiterhin 5,25 Millionen Euro, der Anteil der beiden beteiligten Kreise (Kreis Plön und Kreis Rendsburg-Eckernförde) wäre auf insgesamt 375.000 Euro gesunken. Das Land Schleswig-Holstein hätte 25 Prozent bei der Projektplanung beisteuern sollen. Statt einer eigenen Gesellschaft sollte die bestehende Landesverkehrsservicegesellschaft (LVS) die Planung des Projektes übernehmen. Somit schien laut den Vertretern ein Kompromiss bei den Kosten zwischen den beteiligten Kreisen und der Stadt Kiel gefunden. Im Dezember 2014 sprach sich der Kreistag Rendsburg-Eckernförde jedoch gegen das Projekt aus.

### Ab 2015
Im Mai 2015 wurde das Aus für das Projekt „StadtRegionalBahn Kiel“ vom Kieler Oberbürgermeister Ulf Kämpfer (SPD) bekanntgegeben. Da der Kreis Rendsburg-Eckernförde gegen eine Beteiligung war, würde sich Kiel nun auf eine Stadtbahn innerhalb des Stadtgebietes konzentrieren. Diese könne später über die Stadtgrenzen hinaus erweitert werden, da es mehr als 100.000 Ein- und Auspendler gäbe, von denen viele einen zeitraubenden Umstieg am Kieler Hauptbahnhof in Kauf nehmen müssten. Kämpfer wolle sich gleichzeitig für einen Ausbau der Schienenverkehre in Kiel und der angrenzenden Region einsetzen. Der 2021 veröffentlichte Landesweite Nahverkehrsplan bis 2027 sieht das Projekt einer S-Bahn Kiel vor, die schrittweise realisiert werden soll.

## Vorgeschlagenes Liniennetz
| Streckenlänge: | Strecke von Eckernförde 31,1 km Innenstadtstrecke 3,4 km |                                                                 |                                                                 |
| Spurweite: | 1435 mm (Normalspur)                                     |                                                                 |                                                                 |
| Stromsystem: | 600 V =                                                  |                                                                 |                                                                 |
| Stromsystem: | 15 kV 16,7 Hz ~                                          |                                                                 |                                                                 |
| |                                                          |                                                                 |                                                                 |
| Stationen: | 9                                                        |                                                                 |                                                                 |
| \| \| \| von Flensburg \| \| \| \| 31,1 \| Eckernförde \| Eckernförde \| \| \| 29,6 \| Eckernförde Süd geplant \| Eckernförde Süd geplant \| \| \| 19,1 \| Gettorf \| Gettorf \| \| \| 17,9 \| Gettorf Süd geplant \| Gettorf Süd geplant \| \| \| \| von Kiel Ladestelle Schusterkrug \| \| \| \| 13,7 \| Neuwittenbek (ehemals Haltepunkt, Wiederinbetriebnahme geplant) \| Neuwittenbek (ehemals Haltepunkt, Wiederinbetriebnahme geplant) \| \| \| \| Levensauer Hochbrücke (Nord-Ostsee-Kanal) \| \| \| \| 8,5 \| nach Kiel \| nach Kiel \| \| \| 3,9 \| Systemwechsel 15 kV, 16,7 Hz ~ / 600 V = \| Systemwechsel 15 kV, 16,7 Hz ~ / 600 V = \| \| \| \| von Suchsdorf \| \| \| \| \| Bahnstrecke Suchsdorf–Wik \| \| \| \| 2,9 \| Klausbrooker Weg Kiel \| Klausbrooker Weg Kiel \| \| \| 2,5 \| Bremerskamp Kiel \| Bremerskamp Kiel \| \| \| 2,1 \| Universitätsbibliothek Kiel \| Universitätsbibliothek Kiel \| \| \| 1,4 \| Sportforum Kiel \| Sportforum Kiel \| \| \| \| Industriebahnanschluss von Kiel-West \| \| \| \| 0,8 \| Universität Kiel \| Universität Kiel \| \| \| 0,3 \| Samwerstraße Kiel \| Samwerstraße Kiel \| \| \| \| von Wik \| \| \| \| 3,0 \| Waitzstraße Kiel \| Waitzstraße Kiel \| \| \| 2,5 \| Dreiecksplatz Kiel \| Dreiecksplatz Kiel \| \| \| 1,9 \| Kleiner Kiel Kiel \| Kleiner Kiel Kiel \| \| \| 1,6 \| Holstenbrücke Kiel \| Holstenbrücke Kiel \| \| \| \| von und nach Melsdorf \| \| \| \| 1,0 \| Holstenplatz Kiel \| Holstenplatz Kiel \| \| \| 0,6 \| Hauptbahnhof Kiel \| Hauptbahnhof Kiel \| \| \| 0,2 \| Hummelwiese Kiel \| Hummelwiese Kiel \| \| \| 0,0 \| Kilometrierungswechsel \| Kilometrierungswechsel \| \| \| \| Bahnstrecken Kiel–Flensburg, –Lübeck und –Hamburg-Altona \| \| \| \| 0,4 \| Gablenzstraße Kiel \| Gablenzstraße Kiel \| \| \| \| von und nach Preetz und Neumünster \| \| \| \| 0,7 \| Werftstraße Kiel \| Werftstraße Kiel \| \| \| 1,2 \| Vinetaplatz Kiel \| Vinetaplatz Kiel \| \| \| 1,6 \| Augustenstraße Kiel \| Augustenstraße Kiel \| \| \| 2,0 \| HDW Kiel \| HDW Kiel \| \| \| 2,7 \| Klosterstraße Kiel \| Klosterstraße Kiel \| \| \| 3,1 \| Klausdorfer Weg Kiel \| Klausdorfer Weg Kiel \| \| \| 3,6 \| Ellerbeker Markt \| Ellerbeker Markt \| \| \| 3,9 \| Kieler Kuhle Kiel \| Kieler Kuhle Kiel \| \| \| 4,40,0 \| Seefischmarkt Kiel \| Seefischmarkt Kiel \| \| \| 0,75,2 \| Systemwechsel 600 V= / 15 kV~ \| Systemwechsel 600 V= / 15 kV~ \| \| \| \| von Kiel \| \| \| \| 6,0 \| Wehdenweg Kiel \| Wehdenweg Kiel \| \| \| \| Schwentine \| \| \| \| 6,8 \| Oppendorf Kiel \| Oppendorf Kiel \| \| \| \| zum Ostuferhafen \| \| \| \| 8,4 \| Schönkirchen \| Schönkirchen \| \| \| \| Hagener Au \| \| \| \| 14,0 \| Probsteierhagen \| Probsteierhagen \| \| \| 16,0 \| Passade \| Passade \| \| \| 18,0 \| Fiefbergen \| Fiefbergen \| \| \| 20,2 \| Schönberg (Holstein) \| Schönberg (Holstein) \| \| \| 24,1 \| Schönberger Strand \| Schönberger Strand \| |                                                          |                                                                 |                                                                 |
| Strecke |                                                          | von Flensburg                                                   | von Flensburg                                                   |
| Bahnhof | 31,1                                                     | Eckernförde                                                     | Eckernförde                                                     |
| ehemaliger Haltepunkt / Haltestelle | 29,6                                                     | Eckernförde Süd geplant                                         | Eckernförde Süd geplant                                         |
| Bahnhof | 19,1                                                     | Gettorf                                                         | Gettorf                                                         |
| ehemaliger Haltepunkt / Haltestelle | 17,9                                                     | Gettorf Süd geplant                                             | Gettorf Süd geplant                                             |
| Abzweig geradeaus und von links |                                                          | von Kiel Ladestelle Schusterkrug                                | von Kiel Ladestelle Schusterkrug                                |
| Dienststation / Betriebs- oder Güterbahnhof | 13,7                                                     | Neuwittenbek (ehemals Haltepunkt, Wiederinbetriebnahme geplant) | Neuwittenbek (ehemals Haltepunkt, Wiederinbetriebnahme geplant) |
| Brücke über Wasserlauf |                                                          | Levensauer Hochbrücke (Nord-Ostsee-Kanal)                       | Levensauer Hochbrücke (Nord-Ostsee-Kanal)                       |
| Abzweig ehemals geradeaus und nach rechts | 8,5                                                      | nach Kiel                                                       | nach Kiel                                                       |
| Grenze mit U-Bahn (Strecke außer Betrieb) | 3,9                                                      | Systemwechsel 15 kV, 16,7 Hz ~ / 600 V =                        | Systemwechsel 15 kV, 16,7 Hz ~ / 600 V =                        |
| U-Bahn-Abzweig geradeaus und von rechts (Strecke außer Betrieb) |                                                          | von Suchsdorf                                                   | von Suchsdorf                                                   |
| U-Bahn-Kreuzung mit Eisenbahn geradeaus oben (Strecke geradeaus außer Betrieb) |                                                          | Bahnstrecke Suchsdorf–Wik                                       | Bahnstrecke Suchsdorf–Wik                                       |
| U-Bahn-Bahnhof (Strecke außer Betrieb) | 2,9                                                      | Klausbrooker Weg Kiel                                           | Klausbrooker Weg Kiel                                           |
| U-Bahn-Haltepunkt / Haltestelle (Strecke außer Betrieb) | 2,5                                                      | Bremerskamp Kiel                                                | Bremerskamp Kiel                                                |
| U-Bahn-Haltepunkt / Haltestelle (Strecke außer Betrieb) | 2,1                                                      | Universitätsbibliothek Kiel                                     | Universitätsbibliothek Kiel                                     |
| U-Bahn-Bahnhof (Strecke außer Betrieb) | 1,4                                                      | Sportforum Kiel                                                 | Sportforum Kiel                                                 |
| U-Bahn-Kreuzung mit Eisenbahn geradeaus oben (Strecke geradeaus außer Betrieb) |                                                          | Industriebahnanschluss von Kiel-West                            | Industriebahnanschluss von Kiel-West                            |
| U-Bahn-Haltepunkt / Haltestelle (Strecke außer Betrieb) | 0,8                                                      | Universität Kiel                                                | Universität Kiel                                                |
| U-Bahn-Haltepunkt / Haltestelle (Strecke außer Betrieb) | 0,3                                                      | Samwerstraße Kiel                                               | Samwerstraße Kiel                                               |
| U-Bahn-Abzweig geradeaus und von links (Strecke außer Betrieb) |                                                          | von Wik                                                         | von Wik                                                         |
| U-Bahn-Bahnhof (Strecke außer Betrieb) | 3,0                                                      | Waitzstraße Kiel                                                | Waitzstraße Kiel                                                |
| U-Bahn-Haltepunkt / Haltestelle (Strecke außer Betrieb) | 2,5                                                      | Dreiecksplatz Kiel                                              | Dreiecksplatz Kiel                                              |
| U-Bahn-Haltepunkt / Haltestelle (Strecke außer Betrieb) | 1,9                                                      | Kleiner Kiel Kiel                                               | Kleiner Kiel Kiel                                               |
| U-Bahn-Haltepunkt / Haltestelle (Strecke außer Betrieb) | 1,6                                                      | Holstenbrücke Kiel                                              | Holstenbrücke Kiel                                              |
| U-Bahn-Abzweig geradeaus, nach rechts und von rechts (Strecke außer Betrieb) |                                                          | von und nach Melsdorf                                           | von und nach Melsdorf                                           |
| U-Bahn-Bahnhof (Strecke außer Betrieb) | 1,0                                                      | Holstenplatz Kiel                                               | Holstenplatz Kiel                                               |
| U-Bahn-Haltepunkt / Haltestelle (Strecke außer Betrieb) | 0,6                                                      | Hauptbahnhof Kiel                                               | Hauptbahnhof Kiel                                               |
| U-Bahn-Haltepunkt / Haltestelle (Strecke außer Betrieb) | 0,2                                                      | Hummelwiese Kiel                                                | Hummelwiese Kiel                                                |
| U-Bahn-Kilometer-Wechsel (Strecke außer Betrieb) | 0,0                                                      | Kilometrierungswechsel                                          | Kilometrierungswechsel                                          |
| U-Bahn-Kreuzung mit Eisenbahn geradeaus oben (Strecke geradeaus außer Betrieb) |                                                          | Bahnstrecken Kiel–Flensburg, –Lübeck und –Hamburg-Altona        | Bahnstrecken Kiel–Flensburg, –Lübeck und –Hamburg-Altona        |
| U-Bahn-Bahnhof (Strecke außer Betrieb) | 0,4                                                      | Gablenzstraße Kiel                                              | Gablenzstraße Kiel                                              |
| U-Bahn-Abzweig geradeaus, nach rechts und von rechts (Strecke außer Betrieb) |                                                          | von und nach Preetz und Neumünster                              | von und nach Preetz und Neumünster                              |
| U-Bahn-Haltepunkt / Haltestelle (Strecke außer Betrieb) | 0,7                                                      | Werftstraße Kiel                                                | Werftstraße Kiel                                                |
| U-Bahn-Haltepunkt / Haltestelle (Strecke außer Betrieb) | 1,2                                                      | Vinetaplatz Kiel                                                | Vinetaplatz Kiel                                                |
| U-Bahn-Haltepunkt / Haltestelle (Strecke außer Betrieb) | 1,6                                                      | Augustenstraße Kiel                                             | Augustenstraße Kiel                                             |
| U-Bahn-Haltepunkt / Haltestelle (Strecke außer Betrieb) | 2,0                                                      | HDW Kiel                                                        | HDW Kiel                                                        |
| U-Bahn-Haltepunkt / Haltestelle (Strecke außer Betrieb) | 2,7                                                      | Klosterstraße Kiel                                              | Klosterstraße Kiel                                              |
| U-Bahn-Haltepunkt / Haltestelle (Strecke außer Betrieb) | 3,1                                                      | Klausdorfer Weg Kiel                                            | Klausdorfer Weg Kiel                                            |
| U-Bahn-Haltepunkt / Haltestelle (Strecke außer Betrieb) | 3,6                                                      | Ellerbeker Markt                                                | Ellerbeker Markt                                                |
| U-Bahn-Haltepunkt / Haltestelle (Strecke außer Betrieb) | 3,9                                                      | Kieler Kuhle Kiel                                               | Kieler Kuhle Kiel                                               |
| U-Bahn-Bahnhof (Strecke außer Betrieb) | 4,40,0                                                   | Seefischmarkt Kiel                                              | Seefischmarkt Kiel                                              |
| U-Bahn-Grenze mit Eisenbahn (Strecke außer Betrieb) | 0,75,2                                                   | Systemwechsel 600 V= / 15 kV~                                   | Systemwechsel 600 V= / 15 kV~                                   |
| Abzweig ehemals geradeaus und von rechts |                                                          | von Kiel                                                        | von Kiel                                                        |
| ehemaliger Haltepunkt / Haltestelle | 6,0                                                      | Wehdenweg Kiel                                                  | Wehdenweg Kiel                                                  |
| Brücke über Wasserlauf |                                                          | Schwentine                                                      | Schwentine                                                      |
| Haltepunkt / Haltestelle | 6,8                                                      | Oppendorf Kiel                                                  | Oppendorf Kiel                                                  |
| Abzweig geradeaus und nach links |                                                          | zum Ostuferhafen                                                | zum Ostuferhafen                                                |
| Haltepunkt / Haltestelle | 8,4                                                      | Schönkirchen                                                    | Schönkirchen                                                    |
| Brücke über Wasserlauf |                                                          | Hagener Au                                                      | Hagener Au                                                      |
| Bahnhof | 14,0                                                     | Probsteierhagen                                                 | Probsteierhagen                                                 |
| Haltepunkt / Haltestelle | 16,0                                                     | Passade                                                         | Passade                                                         |
| Haltepunkt / Haltestelle | 18,0                                                     | Fiefbergen                                                      | Fiefbergen                                                      |
| Bahnhof | 20,2                                                     | Schönberg (Holstein)                                            | Schönberg (Holstein)                                            |
| Kopfbahnhof Streckenende | 24,1                                                     | Schönberger Strand                                              | Schönberger Strand                                              |

Im Liniennetz der Stadtbahn waren fünf Hauptlinien vorgesehen. Die Linien S2 und S3 sollten jeweils A und B unterteilt. Für die ausschließlich auf Kieler Stadtgebiet verlaufenden Linien SRB 1 und SRB 4 war ein 15-Minuten-Takt geplant, für alle anderen Linien ein 30-Minuten-Takt. Durch Linienüberlagerungen hätten sich insbesondere auf den Hauptstrecken jedoch weitaus kürzere Taktabstände ergeben.
| Linie  | Linienverlauf | Takt (min) |
| ------ | --- | ---------- |
| SRB 1  | Wik – Belvedere – Waitzstraße – Holstenplatz – Hauptbahnhof – Gablenzstraße – Seefischmarkt – Neumühlen                                        | 15         |
| SRB 2A | Suchsdorf – Klausbrooker Weg – Universität – Waitzstraße – Holstenplatz – Hauptbahnhof – Gablenzstraße – Elmschenhagen – Raisdorf – Preetz Süd | 30         |
| SRB 2B | Suchsdorf – Klausbrooker Weg – Universität – Waitzstraße – Holstenplatz – Hauptbahnhof – Gablenzstraße – Flintbek – Bordesholm – Neumünster    | 30         |
| SRB 3A | Königstein – Holstenplatz – Hauptbahnhof – Gablenzstraße – Elmschenhagen – Raisdorf                                                            | 30         |
| SRB 3B | Königstein – Holstenplatz – Hauptbahnhof – Gablenzstraße – Seefischmarkt – Wellingdorf – Schönberger Strand                                    | 30         |
| SRB 4  | Wik – Belvedere – Waitzstraße – Holstenplatz – Königstein – Mettenhof – Melsdorf                                                               | 15         |
| SRB 5  | Eckernförde – Klausbrooker Weg – Universität – Waitzstraße – Holstenplatz – Hauptbahnhof – Gablenzstraße – Seefischmarkt – Neumühlen           | 30         |

Die Linie SRB 1 ähnelt in ihrem Verlauf der 1985 stillgelegten letzten Straßenbahnlinie 4 sowie der heutigen Buslinie 11.

### Verknüpfungsstellen
Folgende Verknüpfungsstellen zum Eisenbahnnetz waren geplant:
- Hauptbahnhof / Haltestelle Gablenzstraße (Bahnstrecken Kiel–Neumünster sowie Kiel–Preetz)
- Wellingdorf / Haltestelle Seefischmarkt (Bahnstrecke Kiel–Schönberger Strand)
- Suchsdorf / Haltestelle Klausbrooker Weg (Bahnstrecke Kiel–Eckernförde)